# HTV-2
HTV-2, también conocido como Kounotori 2 (こうのとり2号機, "cigüeña blanca") es el segundo vehículo de transferencia H-II, y fue lanzado el 22 de enero de 2011 para reabastecer a la Estación Espacial Internacional. Se trata de una nave de carga no tripulada, que transporta una mezcla de carga presurizada y no presurizada a la estación espacial.
Fue lanzado en un cohete H-IIB (H-IIB F2) fabricado por MHI y la JAXA. El HTV-2 reingresó en la atmósfera al término de la misión, desintegrándose, cargado con los desechos de la Estación Espacial, el 30 de marzo de 2011.

## Galería

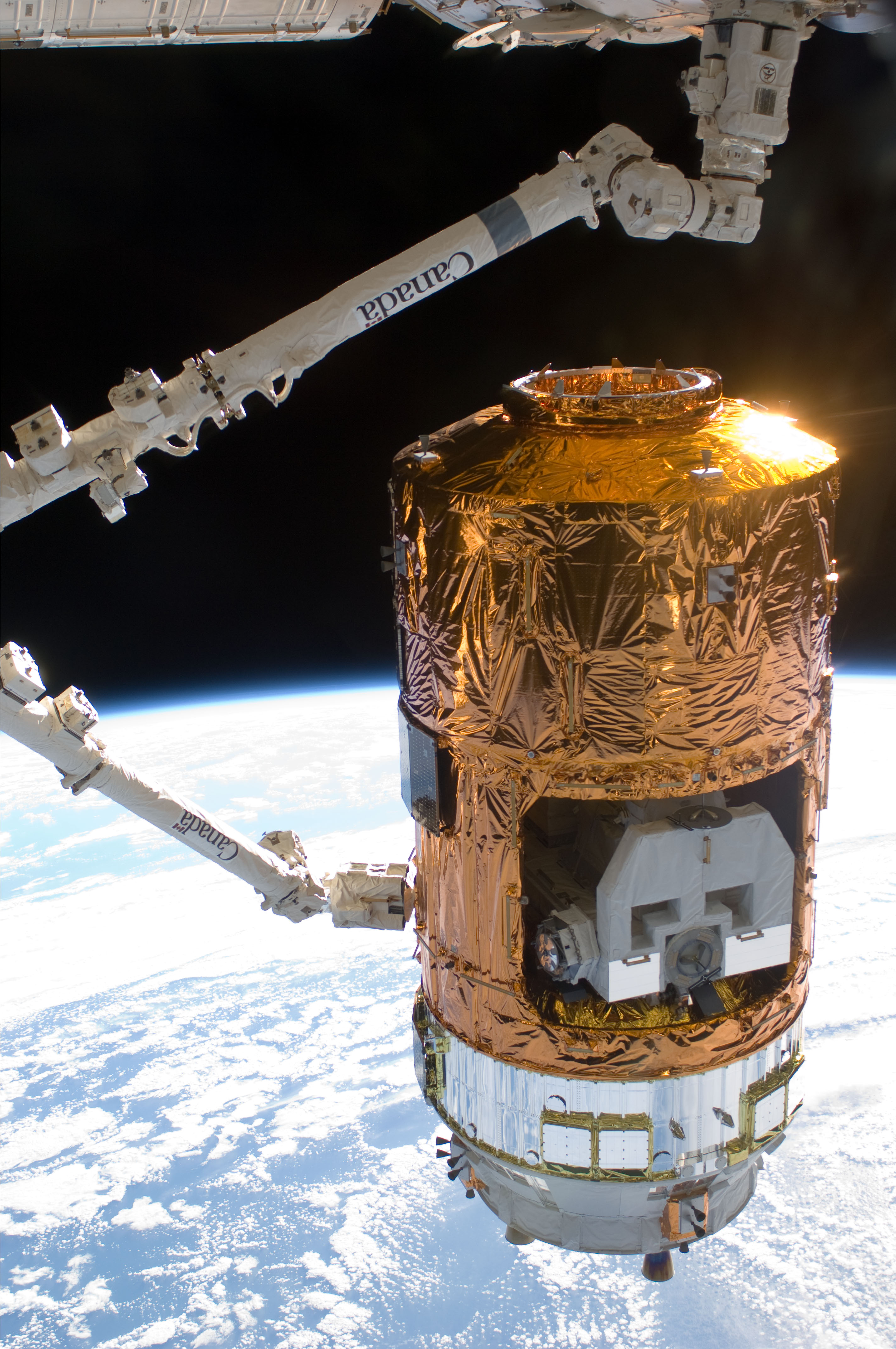
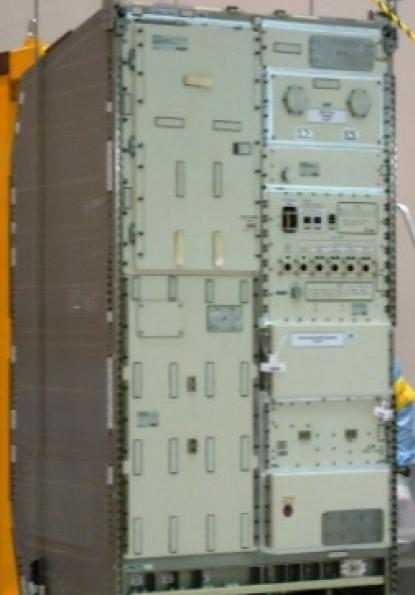
Gradient Heating Furnace
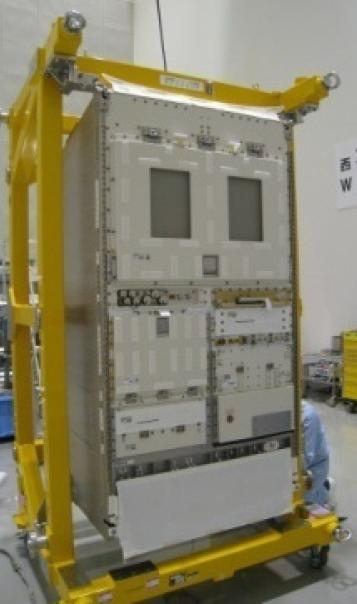
Multi-purpose Small Payload Rack
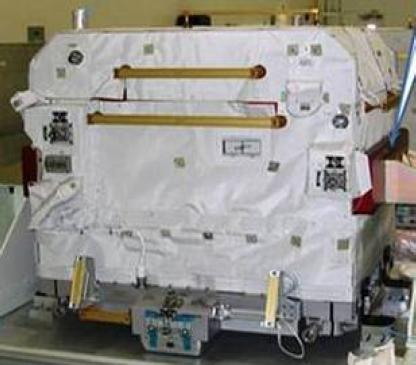
Cargo Transport Container